# Linda Bilda
Linda Bilda (* 1963 in Wien; † 2019 ebenda, geborene  Czapka) war eine österreichische  bildende Künstlerin, Aktivistin, Ausstellungsmacherin und Verlegerin. Bekannt wurde sie durch ihre Comiczeichnungen und als Herausgeberin mehrerer Kunstzeitschriften, insbesondere von Artfan (gemeinsam mit Ariane Müller).

## Werdegang
Linda Bilda schloss 1982 eine Buchhändlerlehre ab, bevor sie von 1983 bis 1989 an der Hochschule für Angewandte Kunst Wien lernte. 1989 erlangte sie ihr Diplom bei Erich Wonder und Axel Manthey in der Meisterklasse für Bühnen- und Filmgestaltung. Ihre künstlerische Praxis umfasste zu der Zeit Malerei, Bildhauerei und (literarisches) Schreiben.
1984 bekam sie ihren ersten Sohn Felix, 1989 ihren zweiten Sohn Luis. In den 2000er Jahren erhielt sie verschiedene Lehraufträge an der Akademie der bildenden Künste Wien (so etwa das Seminar „Gesellschaftskritische Bildproduktion und ihr Vermögen“ 2001) und an der Universität für angewandte Kunst Wien.
Sie war Mitglied der Vereinigung Bildender KünstlerInnen der Wiener Secession. Ihr umfassendes Werk wurde 2020 mit einer Retrospektive im Lentos Kunstmuseum Linz geehrt.

## Künstlerische Praxis

### Interventionen im öffentlichen Raum
Noch während ihrer Studienzeit gründete Linda Bilda mit anderen eine Gruppe zur experimentellen Erforschung urbaner Räume, die sich in Anlehnung an und in Auseinandersetzung mit der Situationistische Internationale die SI Wiener Sektion nannte.
1983 war sie Gründungsmitglied der Galerie nächst der Fremdenpolizei, einer Schaufenstergalerie in der Bäckerstraße im Wiener Ersten Bezirk. 1994 gründete sie zudem den Kunstverein ARTCLUB WIEN, den Bilda bis 1995 leitete.
Von KÖR Kunst im öffentlichen Raum Wien eingeladen, erstellte Linda Bilda 2013 Teil 1 und 2015 Teil 2 ihres Projekts Arbeite Nie in der Arbeitersiedlung Marienthal von Gramatneusiedl. 2013 gestaltete sie das Leitsystem des Parkhaus WIPARK Freyung in Wien neu. Das künstlerisch gestaltete Leitsystem zielte darauf ab, dass Garagenbenutzer die räumliche Situation innerhalb der Garage schneller erfassen. WIPARK und die Künstlerin wollten damit „den Anspruch erheben, die Betrachterinnen und Betrachter – unabhängig von Alter und kulturellem Hintergrund – ohne die Vermittlung durch Interpretation formal und inhaltlich zu erreichen.“ Das Konzept betitelte Bilda als Kathedrale der Moderne und basierte auf Wandmalereien und einer speziellen Leuchtglastechnik, für die sie unter dem Namen „Light-Glass“ an einer Patentanmeldung arbeitete. 2010 gründete Bilda schlussendlich die Firma Light-Glass, über die sie den genannten Werkstoff im Architekturbereich vertrieb.

### Comiczeichnungen
Linda Bildas Titel für ihre Comic-Serie No Polit Comics oder No_Politcomix (1994–2005) bezieht sich auf die Künstlergruppe jüdischer Immigranten in New York der 1950er und 60er Jahre mit dem Namen NO. Eine weitere Referenz ist das japanische Nō-Theater. Bildas NO-Comics greifen soziale Probleme auf und propagieren eine fortschrittlichere Gesellschaftsform. Viele ihrer Motive bezog sie aus tagespolitischen und feministischen Debatten. In dem selbstproduzierten Polit-Comiczine vereint Bilda gesellschaftskritische und feministische Inhalte, neben Comics finden sich kritische Textpassagen.
Ein weiteres Comic-Projekt von Linda Bilder trägt den Titel Die goldene Welt (2010), in dem sie verschiedene Comicwelten und Protagonisten erfand und illustrierte.

### Zines und Zeitschriften
Linda Bilda verstand das Publizieren, insbesondere die Gründung und Distribution von Zeitschriften, als eine ihrer zentralen künstlerischen Praktiken. Zwischen 1994 und 2005 sind vier Heftausgaben ihres genannten Soloprojekts No_Politcomix erschienen. Außerdem gründete sie gemeinsam mit ihrer Freundin und Kollegin Ariane Müller die Zeitschrift Artfan (1991–1996) und Die Weisse Blatt: Zeitung für Kunst und Politik von Frauen (1997–2007). Artfan fand dabei am meisten Resonanz, so wurde eine Ausgabe beispielsweise in der Ausstellung to expose, to show, to demonstrate, to inform, to offer (2015) im mumok in Wien gezeigt, die die Kunstszene der 1990er Jahre in Wien reflektierte. Artfan „ermöglicht einen Einblick in die Bedingungen von Vernetzung, Produktion und Kommunikation der Kunstszene – zum großen Teil zwischen Köln, New York und Wien als empfundenen Außenposten –, kurz vor und zu Beginn des Internets.“ In einem Statement zu Artfan schreiben Ariane Müller und Linda Bilda 1993: 
„Wir bewegen uns in oder mit Artfan in einem Bereich, in dem es um Praxis geht. [...] Es handelt sich bei dieser Anfrage offensichtlich um eine künstliche Form des Dialogs, Passivität die unter der Verkleidung einer „Teilnahme“ und einer fingierten Tätigkeit übernommen wird. Wir aber können Positionen behaupten, selbst wenn von einer inkohärenten Fragestellung ausgegangen wird. Das stellt eigentlich keine Antwort dar, weil es nicht auf die Frage hinweist. Das heißt die Frage ist falsch unsere Antwort trotzdem richtig.“

## Rezeption
Martin Reiterer schreibt in einer Rezension zu Linda Bildas Sammelband Keep it Real (2009): 
“In ihren Texten geht die Autorin mit einem nominalistischem Rasiermesser zur Hand, seziert Begriffe und legt sie frei von Bedeutungen, die sich eingeschlichen und vernebelnd über sie gestülpt haben. [...] In ihren traktatartigen Ausführungen greift Bilda auf Autoren und klassische Texte der politischen Philosophie zurück, Bezüge auf Hannah Arendts »Macht und Gewalt« (1970) finden sich hier ganz explizit, deutlich spürbar ist auch die Auseinandersetzung mit den Theorien Antonio Negris und Michael Hardts (»Empire«, 2000). Diese Spuren lassen sich noch über den Rahmen des Buches hinaus verfolgen.“
Reiterer kommt zu dem Schluss: 
“Bildas Comics lassen sich am ehesten als »visuelle Denkprozesse« betrachten, weniger geeignet als Strandlektüre denn als Studium einer dem Mainstream gegenläufigen Bildproduktion, wie sie im »Manifest für emanzipatorische Bildproduktion« gefordert ist.“
In zahlreichen Nachrufen, u. a. des Wiener ArbeiterInnen Syndikat und in springerin. Hefte für Gegenwartskunst, wurde Bildas früher Tod als Verlust einer führenden kritischen Stimme der Wiener Kunstszene honoriert.

## Auszeichnungen
2011 outstanding artist award (Bildende Kunst), verliehen vom Bundesministerium für Unterricht, Kunst und Kultur

## Ausstellungen (Auswahl)
Die Auswahl der Ausstellung entstand mithilfe der Kunst- und Forschungsdatenbank – basis wien.
- Linda Bilda. Amor vincit omnia, Retrospektive im Lentos Kunstmuseum Linz, 8. Dezember 2020 bis 7. März 2021[14]
- 36. Österreichischer Grafikwettbewerb, Galerie im Taxispalais, Tirol, Gruppenausstellung, 2019
- 21 +, Kunstraum am Schauplatz, Wien, Gruppenausstellung, 2019
- Rade Petrasevic & Nino Stelzl. if you don't´ see us with them don't ask us about them, Charim Schleifmühlgasse, Wien, Gruppenausstellung, 2018
- Publishing as an Artistic Toolbox: 1989–2017, Kunsthalle Wien, Gruppenausstellung, 2017
- PARALLEL Vienna 2016, Alte Post, Kunstmesse, Wien 2016
- Linda Bilda. Arbeitsfluss - Teil II, Niederösterreich Kultur, Museum Marienthal, Öffentlicher Raum Gramatneusiedl, 2015
- Räume und Ressourcen, kunstraum Lakeside, Klagenfurt am Wörthersee, Gruppenausstellung, 2015
- Sigmund Freud und das Spiel mit der Bürde der Repräsentation, Belvedere 21, Wien, Gruppenausstellung, 2014
- Iv Toshain und Anna Ceeh: FEMINismTC, Galerie in der Künstlerhauspassage, Wien, Gruppenausstellung, 2014
- Die Sammlung #4, Belvedere 21, Wien, Gruppenausstellung, 2013
- ARBEITE NIE, Museum Marienthal, Niederösterreich Kultur, Öffentlicher Raum Gramatneusiedl, 2013
- FEMINism, Charim Galerie Wien, Charim Schleifmühlgasse, Wien, Gruppenausstellung, 2013
- Die Sammlung #3, Belvedere 21, Wien Gruppenausstellung, 2013
- It's The Political Economy, Stupid, Contemporary Art Centre of Thessaloniki (CACT), Gruppenausstellung, 2012
- Die Sammlung, Belvedere 21, Wien, Gruppenausstellung, 2012
- Ulrike Müller. Herstory Inventory: 100 feministische Zeichnungen von 100 KünstlerInnen. 2012, Kunsthaus Bregenz, 2012
- Beziehungsarbeit - Kunst und Institution, Künstlerhaus, Wien, Gruppenausstellung, 2011
- Obszön? Erotika 1900 bis heute, galerie remixx, Graz, 2010
- Festival NEXTCOMIC 2010, Oberösterreichischer Kunstverein, Linz, 2010
- Zukunft und Ende der goldenen Welt, Salzburger Kunstverein, 12. Februar bis 13. April 2009[15]

## Publikationen (Auswahl)
- Linda Bilda. Amor vincit omnia (hrsg. ARTCLUB WIEN Kunstverein, Christoph Schäfer, Hemma Schmutz), Ausstellungskatalog, Verlag für moderne Kunst, Wien, 2019
- Linda Bilda. Keep it Real. Eine Kollektion von Comics und politischen Texten, Sammelband mit Comiczeichnungen[16] (mit einem Vorwort von Sabeth Buchmann), Salzburg, 2009
- Die Weisse Blatt. Zeitschrift für Kunst und Politik, 1997–2007 (Herausgeberschaft), Zeitschrift
- Artfan, 1991–1996 (Herausgeberschaft), Zeitschrift